# Sepp Wiegand

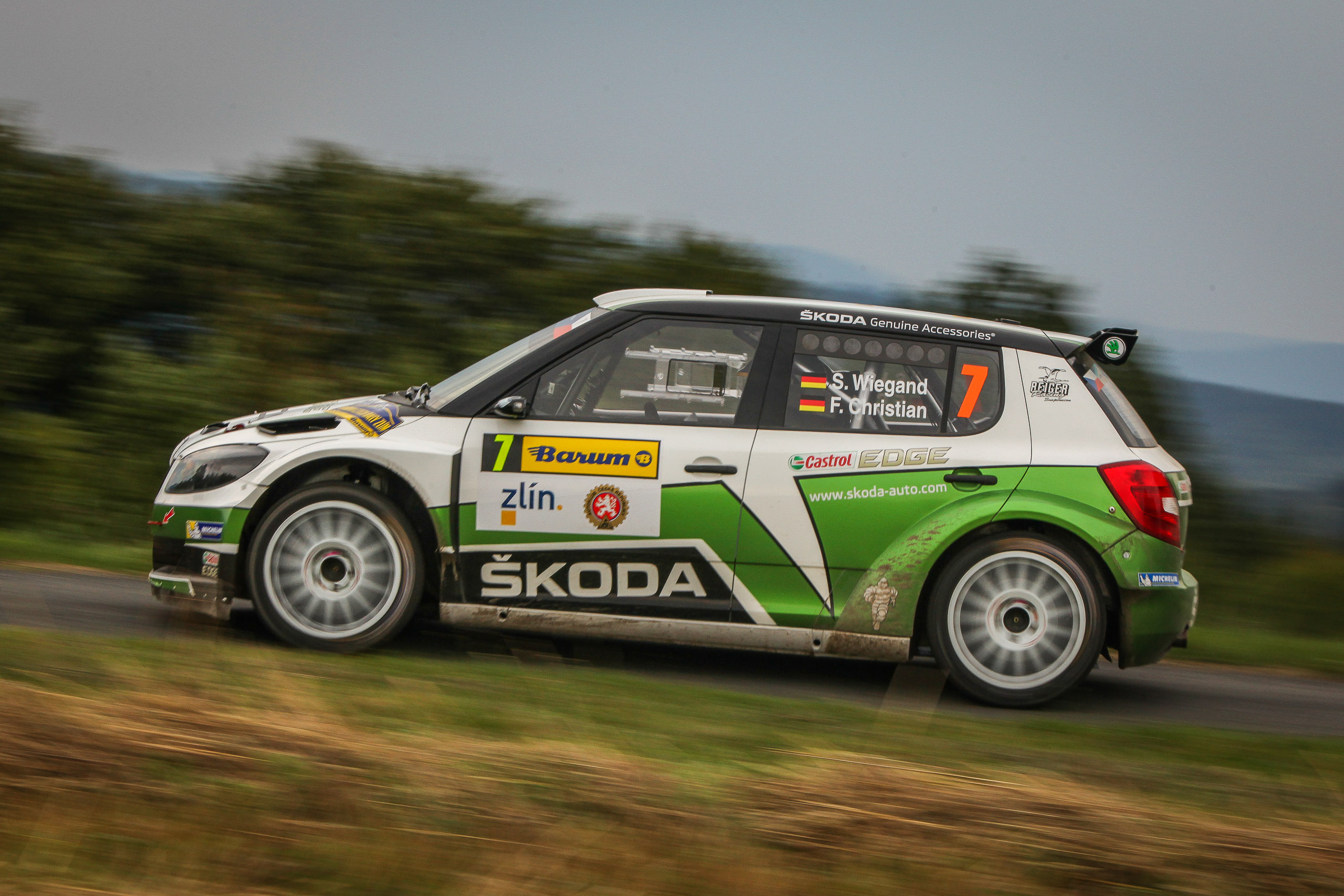
Wiegand actief met de Škoda Fabia S2000 tijdens de Barum Rally in 2013

Sepp Wiegand (Bad Schlema, 17 januari 1991) is een Duits rallyrijder.

## Carrière
Sepp Wiegand reed zijn eerste rally's in 2011. Datzelfde jaar werd hij door Volkswagen geselecteerd om de WK-ronde in Groot-Brittannië te rijden met een Škoda Fabia S2000. Vervolgens nam hij bijna aan een volledig seizoen deel in de Intercontinental Rally Challenge in 2012. Hij was daarin zeer consistent met het pakken van punten, maar een podium resultaat bleef uit. In het kampioenschap eindigde hij uiteindelijk als vierde. Wiegand keert terug in het Wereldkampioenschap rally in 2013, waar hij met de Fabia S2000 deelneemt aan het WRC-2 kampioenschap; het voormalige Super 2000 World Rally Championship. In Monte Carlo eindigde Wiegand als winnaar in zijn klasse en achtste algemeen, waardoor hij ook zijn eerste WK-kampioenschapspunten op naam schreef. In 2014 werkt Wiegand een programma af in het Europees kampioenschap.

## Complete resultaten in het Wereldkampioenschap rally

### Overzicht van deelnames
| Seizoen | Inschrijving           | Auto              | 1     | 2      | 3   | 4      | 5   | 6   | 7      | 8   | 9      | 10  | 11  | 12     | 13     | Pos. | Punten |
| ------- | ---------------------- | ----------------- | ----- | ------ | --- | ------ | --- | --- | ------ | --- | ------ | --- | --- | ------ | ------ | ---- | ------ |
| 2011    | Volkswagen Motorsport  | Škoda Fabia S2000 | ZWE   | MEX    | POR | JOR    | ITA | ARG | GRI    | FIN | DUI    | AUS | FRA | SPA    | GBR NF | -    | 0      |
| 2012    | Volkswagen Motorsport  | Škoda Fabia S2000 | MON   | ZWE    | MEX | POR    | ARG | GRI | NZL    | FIN | DUI NF | GBR | FRA | ITA    | SPA    | -    | 0      |
| 2013    | Škoda Auto Deutschland | Škoda Fabia S2000 | MON 8 | ZWE 13 | MEX | POR 14 | ARG | GRI | ITA NF | FIN | DUI 14 | AUS | FRA | SPA NF | GBR    | 22   | 4      |